# Tonino Delli Colli
Tonino Delli Colli (20 de noviembre de 1923 - 16 de agosto de 2005) fue un director de fotografía italiano.

## Biografía
Delli Colli nació en Roma y comenzó su carrera cinematográfica en 1938 en el estudio Cinecittà, a los 16 años de edad. Sus primeros trabajos consistieron en ser asistente de camarógrafo. A mediados de los años 1940 ya trabajaba como director de fotografía, y en 1952 colaboró en la primera película italiana a color, Totò a colori. A lo largo de su carrera trabajó con diversos y reconocidos directores de cine, incluyendo Sergio Leone (Il buono, il brutto, il cattivo, C'era una volta il West y Érase una vez en América), Roman Polanski (La muerte y la doncella y Bitter Moon), Louis Malle (Lacombe Lucien), Jean-Jacques Annaud (El nombre de la rosa), y Federico Fellini (Ginger y Fred, Intervista y La voce della luna).
Trabajó además con el director Pier Paolo Pasolini, participando en doce de sus películas, como Accattone (1961), Mamma Roma (1962), El Evangelio según San Mateo (1964), El Decamerón (1971), Los cuentos de Canterbury (1972) y Saló o los 120 días de Sodoma (1976).
Su última película fue La vida es bella (1997) de Roberto Benigni, por la que obtuvo su cuarto premio David de Donatello en la categoría de mejor fotografía. En 2005 fue reconocido por la American Society of Cinematographers con un premio a la trayectoria. Tonino Delli Colli falleció en agosto de ese mismo año debido a un ataque cardíaco.